# チーター
チーター（英: cheetah、学名: Acinonyx jubatus）は、哺乳綱食肉目ネコ科チーター属に分類される食肉類。現生種では、本種のみでチーター属を構成する。
狩猟豹（しゅりょうひょう）や猟豹（りょうひょう）とも呼ばれた。
英名 cheetah はヒンディー語 cītā からの借用で、究極的には「模様のある」を意味するサンスクリットに由来する。
属名Acionyxはギリシア語で「動かない爪」を意味する造語で、ネコ科に珍しくつねに突出したままの爪（後述）を指しての命名。
種小名jubatusは「たてがみのある」を意味するラテン語で、頸部から背にかけての伸長した体毛（後述）に由来する。
スピードに特化しており、停止状態から約3秒で時速110キロまで加速できるとされ、世界最速の哺乳類といわれている。
性格は他の大型ネコ科動物と比べると、攻撃的ではなく穏やかで、空を見つめてボーっとする様子もよく見られる。同じ種同士で激しくケンカをする事は無い。

## 分布
アルジェリア、アンゴラ、イラン、ウガンダ、ケニア、ザンビア、ジンバブエ、タンザニア、ナイジェリア、ニジェール、ブルキナファソ、ベナン、ボツワナ、マリ共和国、南アフリカ共和国、モザンビーク。
古くはサハラ砂漠中央部と熱帯雨林域を除くアフリカ大陸全域、パレスチナからアラビア半島・インド・タジキスタンにかけて分布していた。アジアでは、イラン中部を除いて絶滅している。
インドに関しては、アフリカ産の個体を旧生息地に再導入する計画が行われている。

## 形態
頭胴長（体長）110 - 150センチメートル。尾長60 - 90センチメートル。肩高67 - 94センチメートル。体重35 - 72キログラム（オス平均45.6キログラム、メス平均37.2キログラム）。体型は細い。頸部から背にかけて体毛が伸長する。毛衣は淡黄色で硬く、黒い斑点が点在する。眼の内角から口にかけて、黒い筋模様が入る。この筋模様（涙状斑）は、昼間の眩しさを和らげる働きがある、表情を際立たせるなどのに役立っている可能性がある。尾には黒い帯模様が入り、先端の毛衣は白い。
頭部は小型。耳介は小型で、やや扁平。虹彩は黄褐色で、瞳孔は丸い。犬歯および歯根は小型だが、これにより鼻腔が広くなり呼吸量を増加させると共に獲物に噛みつきながら呼吸がしやすくなっている。四肢は、細長い。爪をおさめる鞘がなく、爪を部分的にしかひっこめることができない。これにより爪がスパイクの役割をして、速く走ることに適している。属名Acinonyxは「動かせない爪」の意だと考えられている。
出産直後の幼獣は体長30センチメートル。体重240 - 300グラム。飼育下では平均463グラム。生後3か月以内の幼獣は頸部から背にかけて、青灰色のたてがみ状の体毛で被われる。このたてがみは捕食者から発見されにくくなる効果や、体温調節に役立つと考えられている。
ジンバブエ（旧ローデシア）には斑点が繋がり、帯状になる突然変異個体（キングチーター）がいる。この変異は劣性遺伝。イエネコのタビー模様をもたらす変異と同じ遺伝子の変異によって、もたらすものとされる。

## 分類

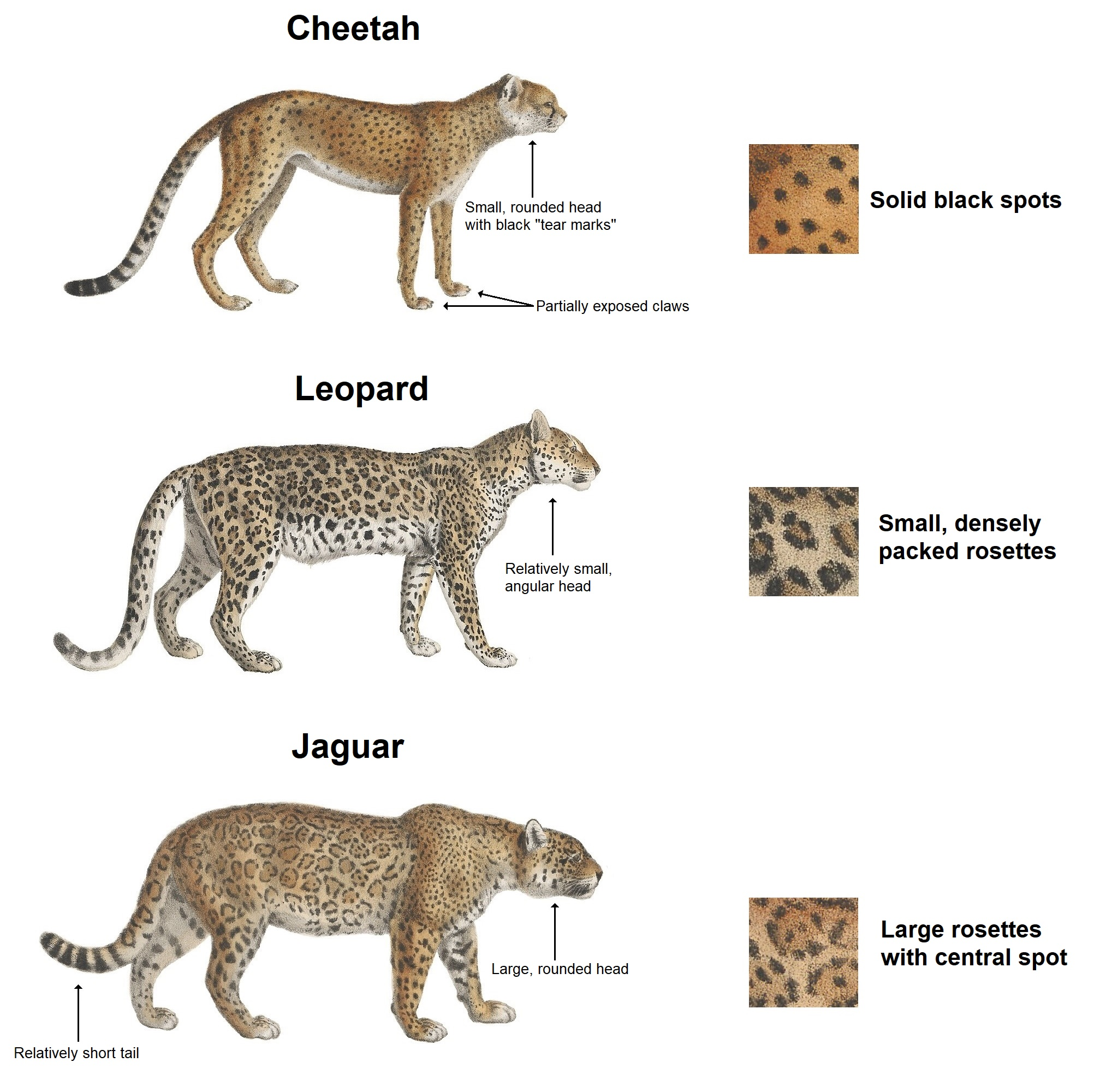
チーター、ヒョウ、ジャガーの見分け方

ネコ科の他種と比べると遺伝的多様性に乏しく、ミトコンドリアDNAの分子系統解析から後期更新世の約10,000年前に一度絶滅寸前まで生息数が激減し、近親交配が進んだためと推定されている。一方で少なくとも野生下では疾患に対し抵抗力が弱い・繁殖力が低下しているといった傾向はみられていない（確認されている疾患は少なく、頻繁に繁殖を行う）。同時期に同属の化石種Acinonyx intermediusと、Acinonyx pardinensisも絶滅したと推定されている。タンザニア北部で、前期更新世の地層から本種の化石が発見されている。
キングチーターがチーター属の独立種A. rexとして記載されたこともあるが、突然変異個体のためシノニムとされる。
アフリカチーターA. j. jubatusとアジアチーターA. j. venaticusの、2亜種のみを認める説もある。
以下の亜種の分類はKrausman & Morales, (2005）およびIUCN（2015）に従う。
Acinonyx jubatus jubatus (Schreber, 1775)
アフリカ大陸南部
Acinonyx jubatus fearsoni (Smith, 1834)
アフリカ大陸東部
Acinonyx jubatus hecki Hilzheimer, 1913
アルジェリア、ニジェール、ブルキナファソ、ベナン。ガーナ、ギニア、ギニアビサウ、コートジボワール、シエラレオネでは絶滅し、セネガル、モロッコでも絶滅していると考えられている。模式産地はセネガル。
Acinonyx jubatus soemmeringii (Fitzinger, 1855)
アフリカ大陸北東部
Acinonyx jubatus venaticus (Griffith, 1821) アジアチーター Asiatic cheetah
イラン。以前はインド南西部から中央アジアにかけて分布していた。模式産地は不明だが、アフリカ大陸北部の個体群を本亜種に含める説もある。
以下の亜種の分類・分布は、IUCN SSC Cat Specialist Group(2017)に従う。
Acinonyx jubatus jubatus (Schreber, 1775)
アフリカ大陸南部および東部
亜種A. j. fearsoniはシノニムとされる。
Acinonyx jubatus hecki Hilzheimer, 1913
アフリカ大陸北部および西部。
Acinonyx jubatus soemmeringii (Fitzinger, 1855)
アフリカ大陸北東部
Acinonyx jubatus venaticus (Griffith, 1821) アジアチーター
インドおよびアジア南西部（分布は出典に従った）
亜種A. j. heckiおよびA. j. soemmeringiiが、シノニムとなる可能性がある。

## 生態
サバンナ内の草原や疎林・低木林に生息し、湿生が中程度（カラハリ砂漠南部のような乾燥したサバンナにも生息する）で草原と疎林が点在する環境を好む。砂漠や半砂漠（サハラ砂漠・ナミブ砂漠・イラン）では、水路や山脈の周辺に生息する。地表棲だが、樹上に登ることもある。樹上に登るのは臭い付け（マーキング）や、獲物を探すのに有用だと考えられている。昼行性で、これは獲物を視認したり大型食肉類を避けるためだと考えられている。一方で涼しい時期や育児中の母親は1日中活動することもあり、サハラ砂漠やオカバンゴなどでは夜間にも活発に活動するとされる。単独で生活するが、母親とその幼獣・血縁関係のある個体（兄弟など）では、小規模な群れを形成することがある。一方でこうした群れに、兄弟ではない個体が含まれることもある。オスは縄張りを形成し、群れを形成している場合は共同で縄張りを防衛する。一方で縄張りを形成せずに半ば放浪するオスもいて、縄張りを形成したり放浪する生活を繰り返すこともある。メスや放浪中のオスの行動圏は非常に大きい。セレンゲティ国立公園ではメスは395 - 1,270平方キロメートル、オスは平均777平方キロメートルという報告例がある。一方で獲物が多かったり移動しない地域では行動圏は小さくなり、クルーガー国立公園では185 - 246平方キロメートルという報告例がある。
狩りは朝夕に行う。獲物を追跡するときは、走行速度が2秒で時速72キロメートルに達することもある。1965年にケニアで行われた測定では201.2メートル（220ヤード）を約7秒で走行するのが記録され、これは秒速29メートル（時速約104キロメートル）に相当する。一方でボツワナのサバンナ林では、平均54キロメートルで走行するという報告例もある。近年行われた計測では平均時速は59キロメートルである。疾走できるのはオカバンゴでは、平均173メートルという報告例がある。最大600メートルまで全力疾走することができるが、通常は300メートル未満。
小型から中型有蹄類、大型有蹄類の幼獣などを食べ、ノウサギ類や鳥類を捕食することもある。地域別では主にダマガゼルやドルカスガゼル（サハラ砂漠）、スプリングボック（カラハリ砂漠などのアフリカ南部）、インパラ（アフリカ東部および南部）、グラントガゼルやトムソンガゼル類（アフリカ東部）などを食べる。小型から中型の獲物（体重20 - 60キログラムのガゼル類）がいない・大型有蹄類の生息数が多い場合は大型有蹄類を好んで捕食することもあり、アフリカ南部ではニアラ（体重55 - 127キログラム）・イランではパサン（体重25 - 90キログラム）やムフロン（体重36 - 66キログラム）などを食べることもある。オス同士が協力した場合は単独では通常襲わないようなオグロヌー・オリックス・サバンナシマウマの幼獣を襲い、アフリカスイギュウやキリンの幼獣を殺すこともある。鳥類はダチョウ、ノガン類、ホロホロチョウ類などを食べる。動物の死骸は食べないが、これは大型の食肉類との争いを避けるためだと考えられている。家畜を襲うこともあり、ナミビアの調査では食性の10 - 15 %がヒツジ・ヤギ、3 - 5 %がウシの幼獣だったとする報告例もある。
蟻塚の上や低木の樹上などから獲物を探すが、丈の長い草が茂みがある環境では茂みの中で獲物を待ち伏せる。獲物に100 - 300メートルまで接近してから狩りを行うが、距離が200メートル以上だと狩りの成功率は低下する。獲物を発見すると近距離まで忍び寄ってから、全力で疾走しながら獲物を追跡し引き倒した後に喉に5 - 10分間噛みついて窒息死させる。狩りの成功率は半分程度。倒した獲物は他の動物に邪魔されないように、茂みの中などへ運んでから食べる。頭部や顎の力が弱く、獲物の骨などは噛み砕くことができないため残す。成獣は2 - 5日に1度獲物にありつければ十分だが、子育て中のメスは毎日狩りに成功する必要がある。
水は4日に1回、ときには10日に1回だけ飲むこともある。
幼獣の捕食者はヒョウ・ブチハイエナ・ライオンなどが挙げられ、ライオンは成獣も殺すこともあるが逃げきれることが多い。
繁殖様式は胎生。発情したメスは木や茂み・岩などに放尿し、その臭いをかぎ付いた優位のオスは鳴き声をあげながらメスを追跡する。メスがオスを受け入れると互いに鳴き交わし、1 - 2日間に数回交尾を行う。妊娠期間は90 - 98日。野生下では、1回に6頭までの幼獣を産む。主に2 - 4頭の幼獣を産む。飼育下では最大8頭の出産例がある。幼獣は生後2 - 14日で開眼し、生後16日で歩行できるようになる。授乳期間は3 - 6か月。生後15 - 17か月で狩りができるようになる。上述のように生後8週間以内はライオンによる捕食により死亡することが多く、ブチハイエナに捕食されることもある。セレンゲティ国立公園では、ある時期の幼獣の死亡率が95 %に達したという報告例がある。一方でこれは開けた環境であるセレンゲティ国立公園で主な死因であるライオンの個体密度が急増した時期の報告とされ、通常はこの割合よりも小さい。生後14 - 16か月で性成熟する。野生での寿命はメスが平均6.9歳だが、セレンゲティ国立公園での平均寿命はオス5年、メス6年。同国立公園では最長寿命はオス11年、メス14年。平均年齢の差異については、上記のライオンやハイエナによる捕食で子供の生存率が低いことが関係しているとされる。

## 人間との関係

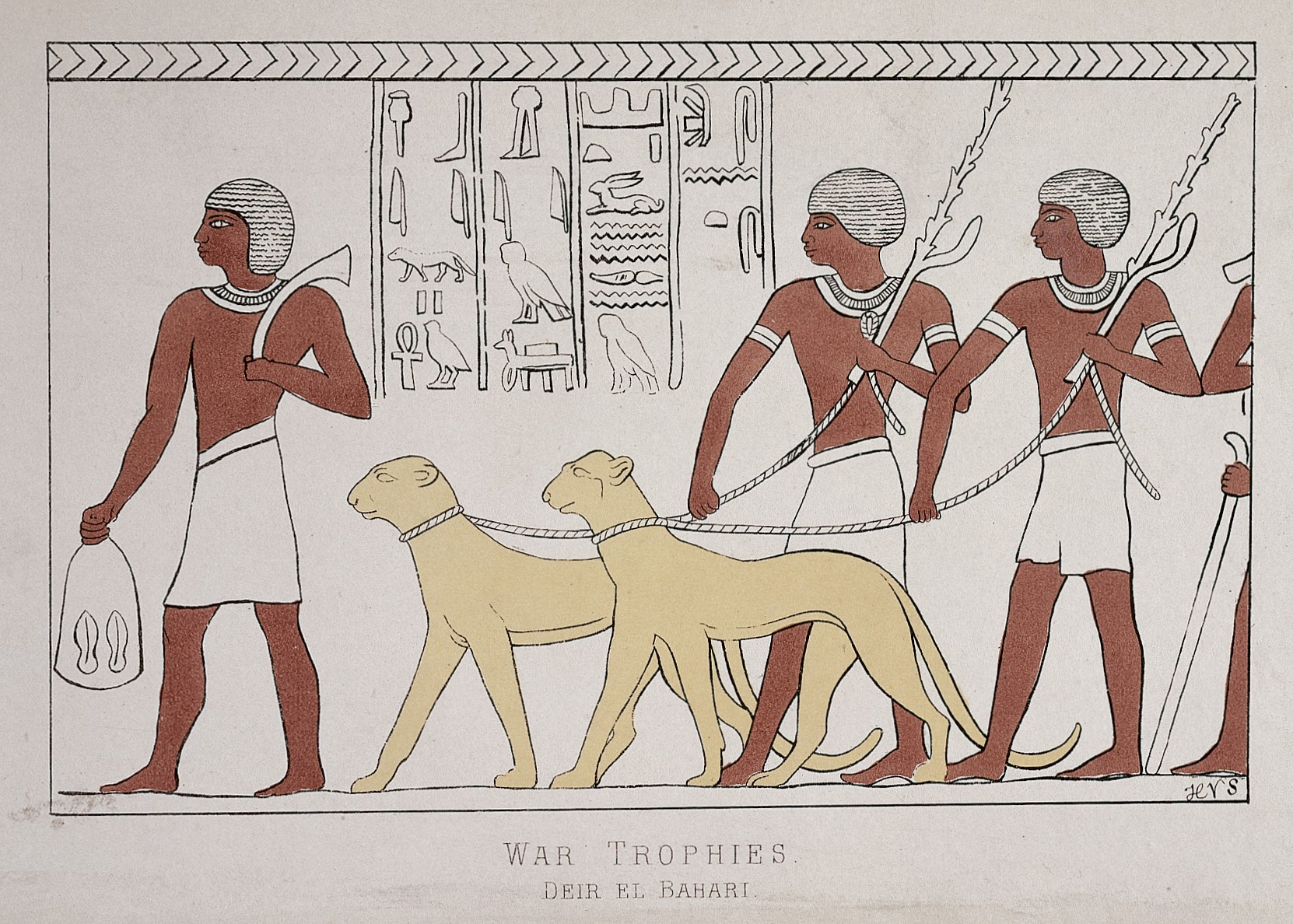
チーターを飼いならしていた古代エジプトの人々（デル・エル・バハリに残された壁画の複製）

毛皮が利用されることもある。古代アッシリア、エジプト、シュメール、インドのムガル帝国、ヨーロッパなどでは、飼い馴らした個体を狩猟に用いることもあった。アクバル1世は在位期間に約9,000頭の個体を飼育したとされる。
ジンバブエやナミビアなどのアフリカ大陸南部では家畜を襲う害獣とみなされ、駆除されることもある。
農地開発による生息地の破壊および獲物の減少、害獣としての駆除、毛皮目的の狩猟やペット用などにより、生息数は減少している。アフリカ北東部では幼獣も含めてアラブ諸国などでペット用とするために密猟・違法売買が行われているとされるが、幼獣はほぼ輸送中に死亡してしまう。1975年のワシントン条約発効時から、ワシントン条約附属書Iに掲載されている。一方で生体標本およびハンティングトロフィーとして、2021年の時点でも毎年ジンバブエ50・ナミビア150・ボツワナ5の輸出割当がある。1970年代 - 1980年代における生息数は15,000頭と推定されている。
A. j. hecki
モロッコの例では1950年代までは普通に見られたが1960年代 - 1970年代に激減し、1992年 - 1993年にかけて殺されてからは報告例がなく、絶滅したと考えられている。
CRITICALLY ENDANGERED (IUCN Red List Ver. 3.1 (2001))

A. j. venaticus アジアチーター
アジアでは20世紀に開発による生息地の破壊およびそれに伴う獲物の減少、狩猟に用いるための乱獲などによりイランを除いて絶滅した。亜種アジアチーターA. j. venaticusの2007年における生息数は60 - 100頭と推定されている。
CRITICALLY ENDANGERED (IUCN Red List Ver. 3.1 (2001))

## 飼育
- 1966年に、動物園で繁殖した幼獣の生育に成功した[7]。
- 日本では1977年に、九州自然動物公園アフリカンサファリで初めて飼育下繁殖に成功している[4]。
- 日本では2021年の時点でアキノニュクス・ユバトゥス（チーター）として特定動物に指定されており、2019年6月には愛玩目的での飼育が禁止された（2020年6月に施行）[20]。
- 飼育下では、メスは13歳前後まで生きるとされている[16]。
- 給餌は、馬肉、鶏肉、牛レバー、牛ハツ、ヒヨコ、牛大腿骨、ペレットなどが与えられている[15]。
- オスは1～2歳、メスは2～3歳で成熟する[15]。
- 健康診断や投薬は給餌の際に行い、飼育員は敵対されないよう、目を合わせないトレーニングを行っている[15]。
- よこはま動物園ズーラシアでは、野生本来の速力を見学できる「チーターラン」というイベントが夏季以外の時期に行われている[21]。
- 捕食対象が中型や小型の草食動物であるため、広い展示場を有する動物園の中には、チーターが安心できるスペースを確保した上で、大型の草食動物との混合展示を行っている施設もある[21]。

## 画像

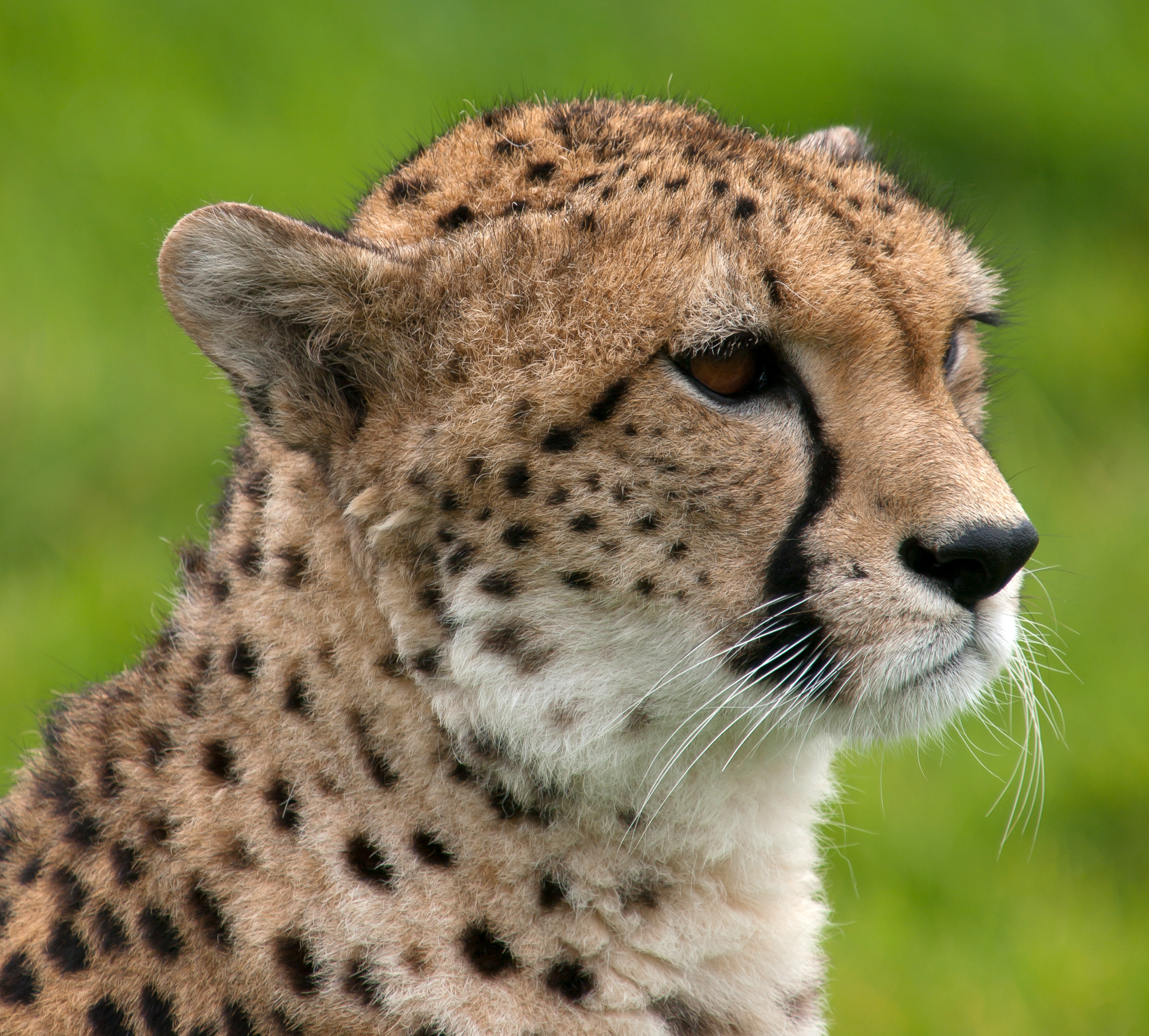
頭部
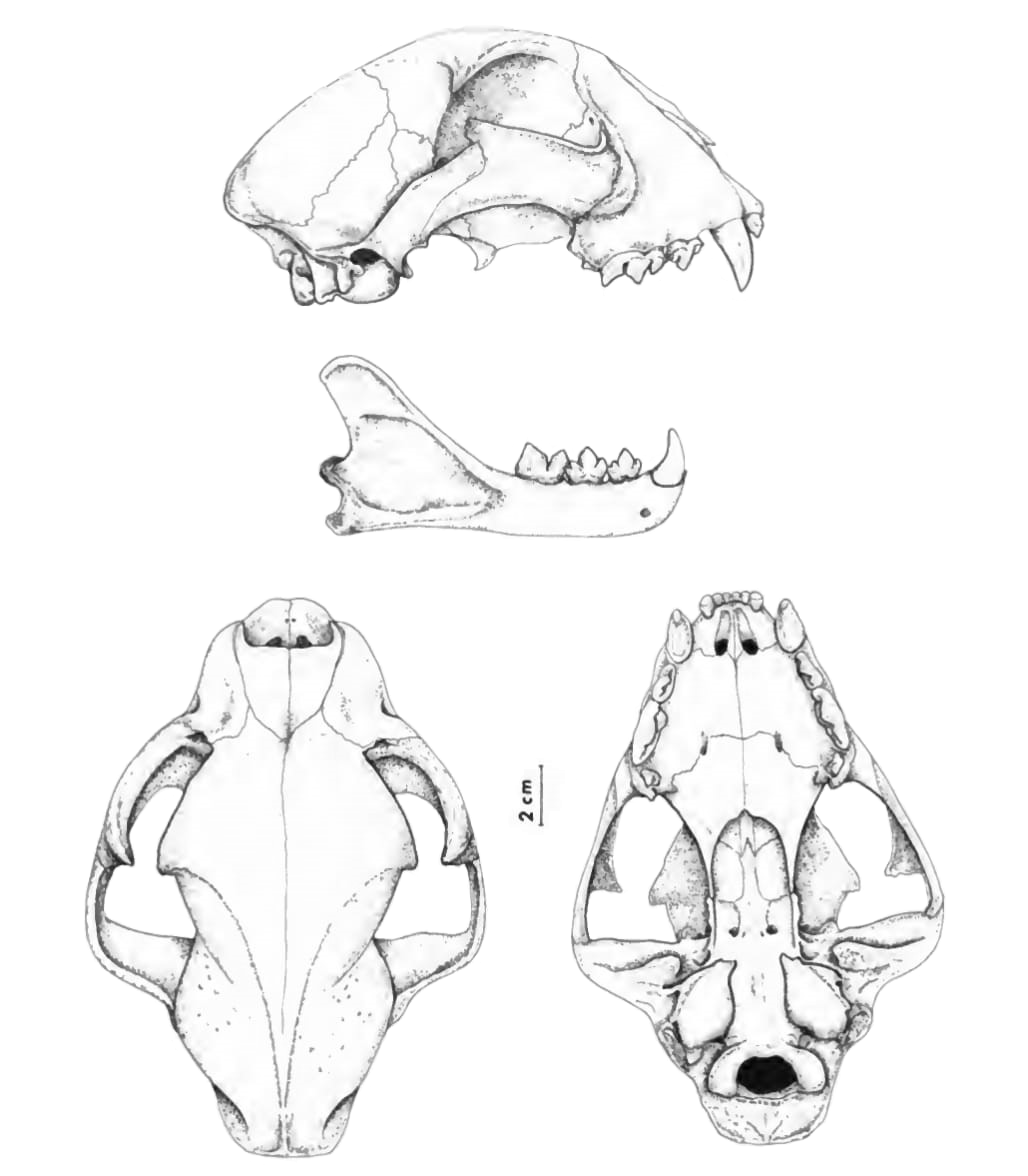
頭骨
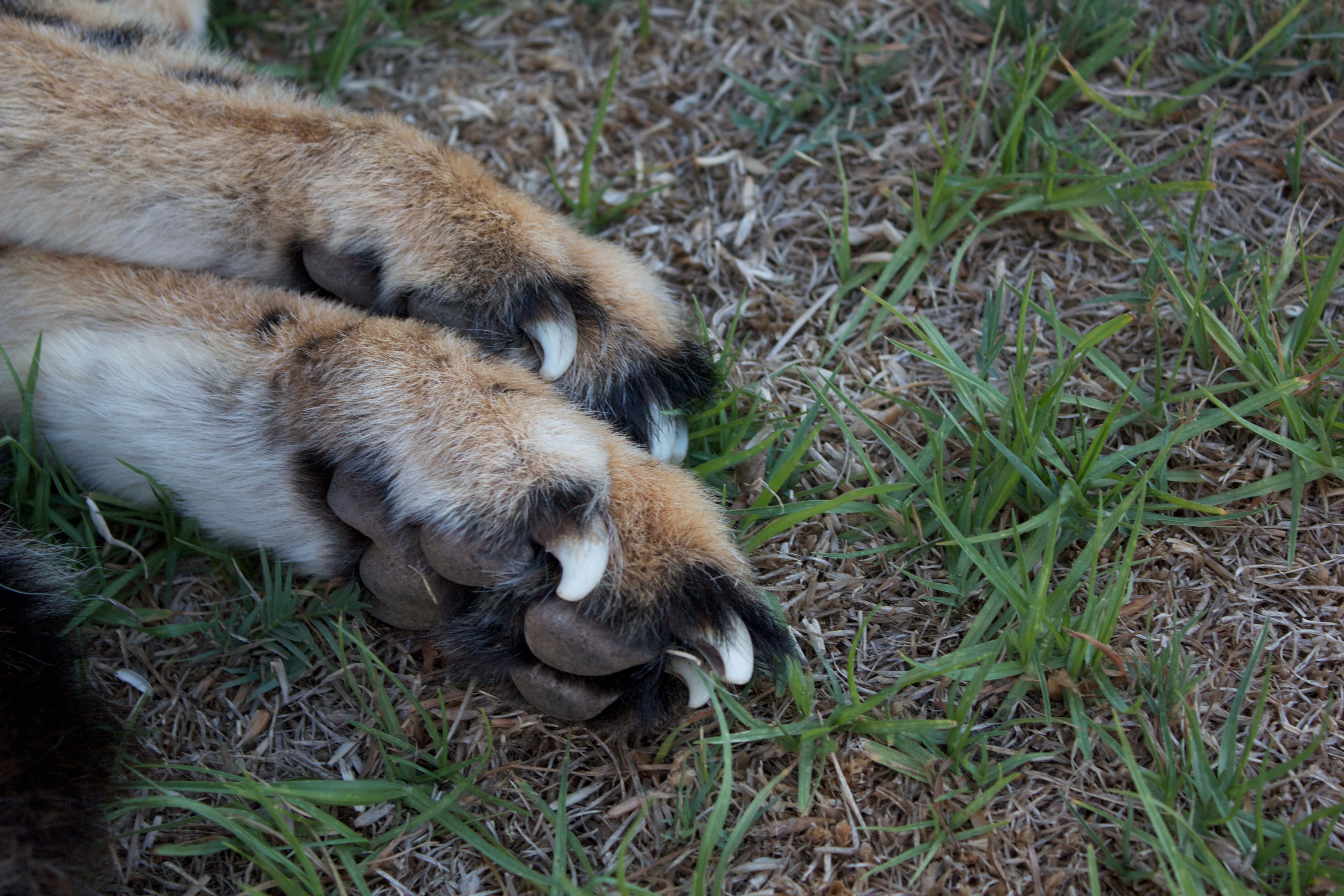
爪
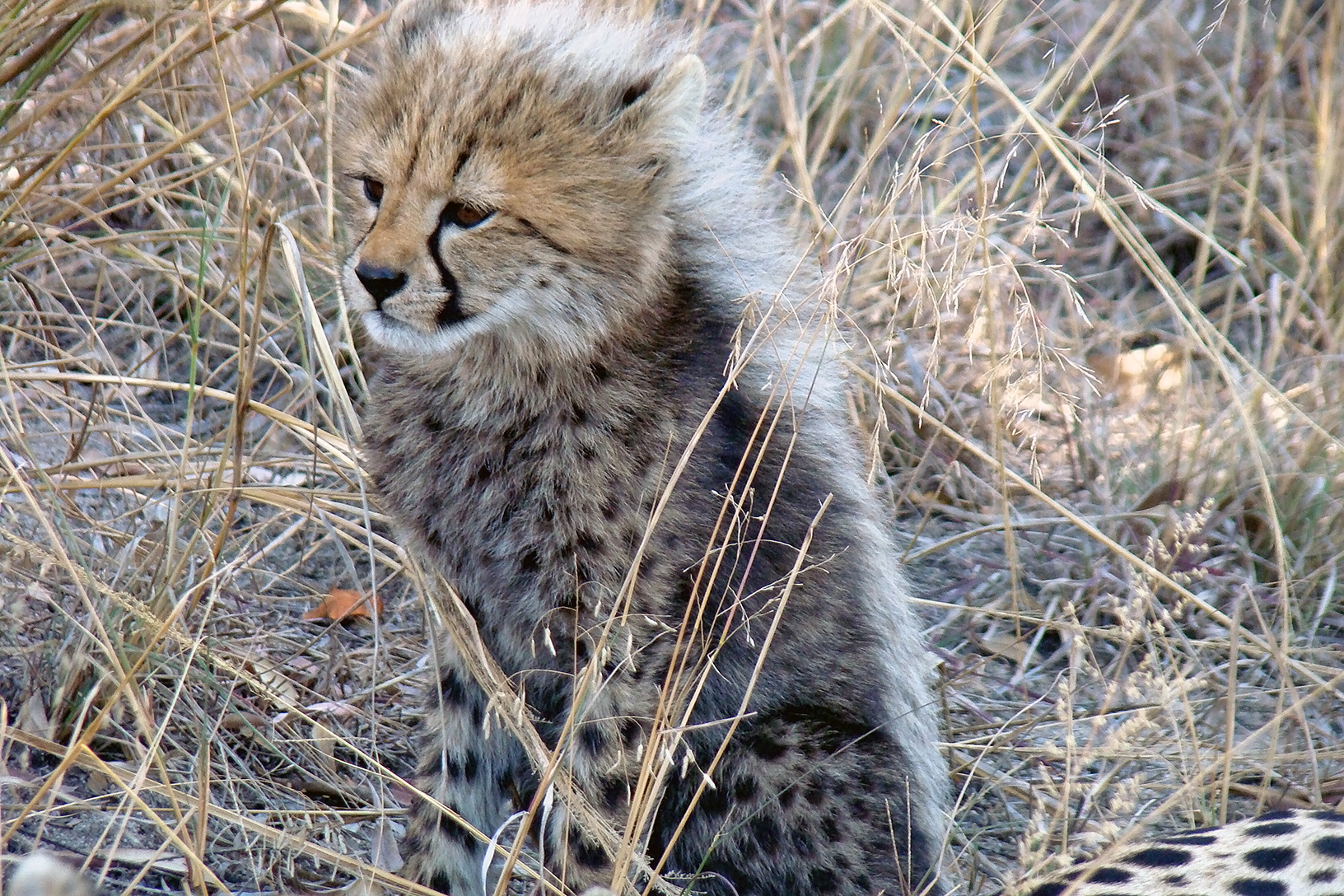
幼獣
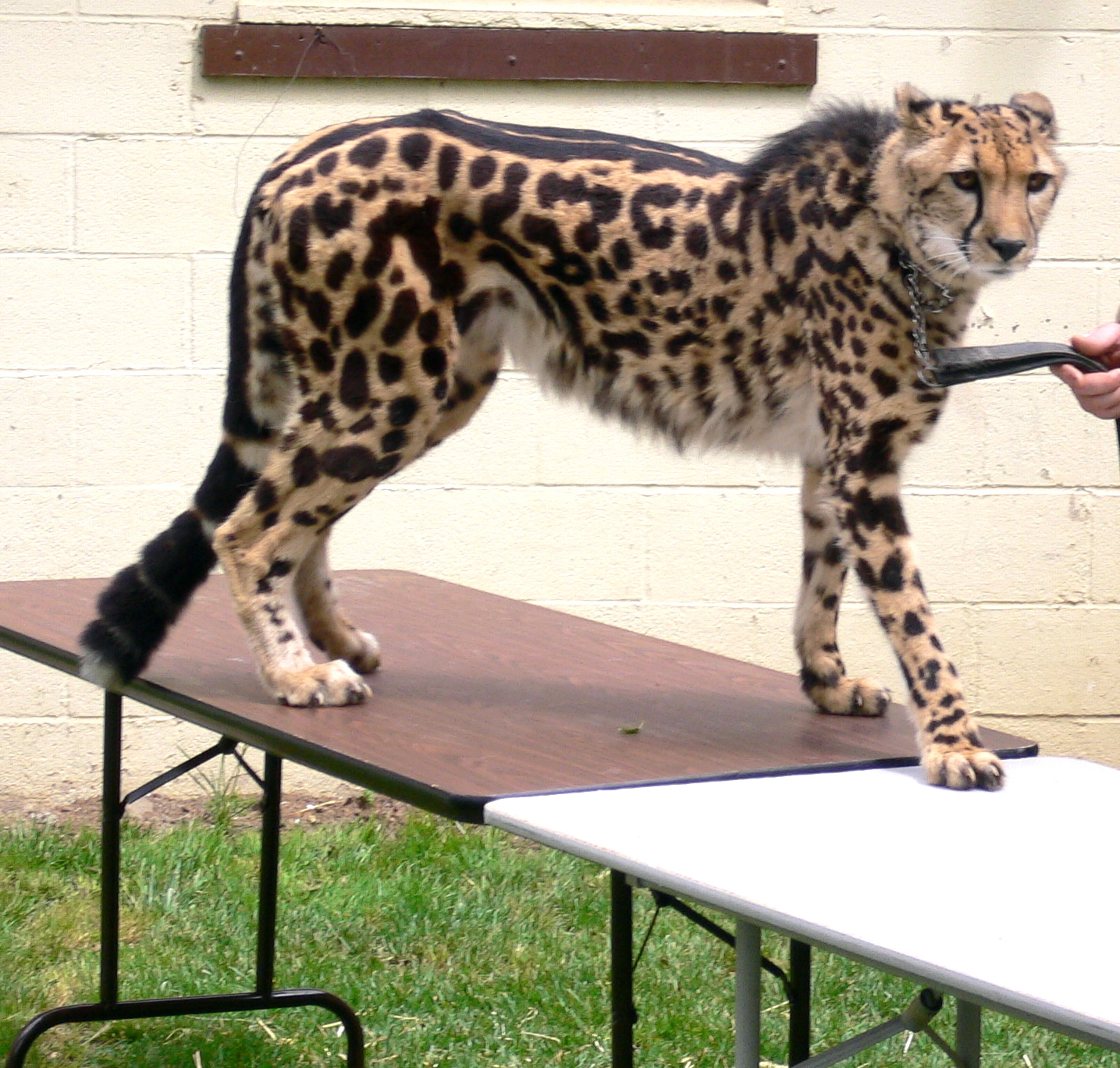
キングチーター
- 走行
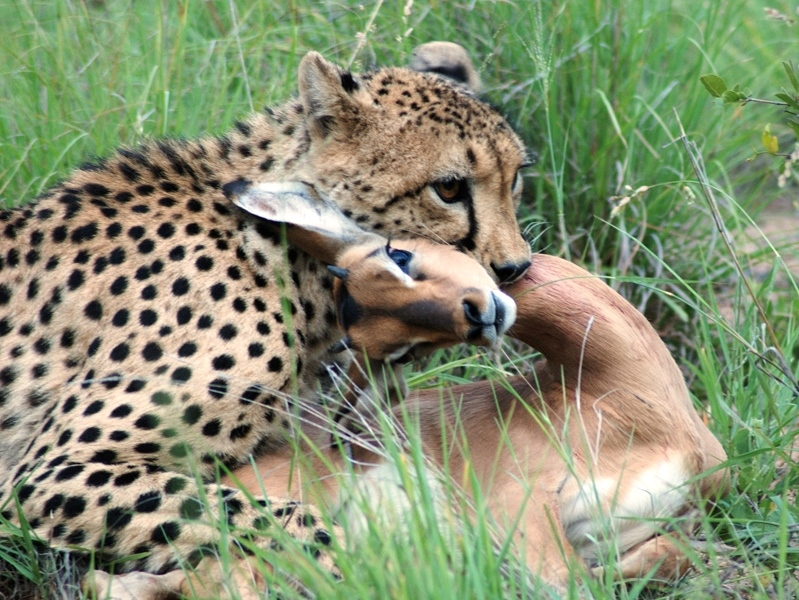
インパラの喉に噛みつく本種